# 漸新猿
漸新猿（Oligopithecus savagei）是漸新世生存於非洲的靈長目。牠的化石只有一個顎骨，是在埃及發現的。漸新猿屬於原上猿總科，出現於猿及新世界猴分裂之前，與牠們最為接近。

## 形態
漸新猿的下顎齒式是?:1:2:3。其犬齒相對細小，而第一前臼齒很窄。牠較似狨亞科多於狹鼻小目。第三前臼齒呈扇形。漸新猿與其他簡鼻亞目比較，其臼齒較為原始。下臼齒有下三角座，高於下跟座。第一下臼齒亦有細小的下前尖。牠的下臼齒有鋒利的咬合齒冠及齒尖。單從其顎骨估計，漸新猿重約1.5公斤。

## 分佈
漸新猿分佈在非洲，並於埃及發現的。

## 外部連結
- http://members.tripod.com/cacajao/oligopithecus_savagei.html （页面存档备份，存于）
- Mikko's Phylogeny archive